# زنبورخوار سیاه
زنبورخوار سیاه (نام علمی: Merops gularis) نام یک گونه از سرده زنبورخوار است.